# Ар-Рахім
Соборна мечеть «Ар-Рахім» (башк. Әр-Рхім мәсете) — мечеть, що будується в столиці Башкортостану місті Уфі, на перетині проспекту Салавата Юлаєва та Комуністичної вулиці. Мечеть закладено на честь 450-річчя входження Башкирії до складу Росії. 

## Будівництво
Протягом декількох років мусульманські діячі Башкортостану зверталися до уряду республіки з проханням допомогти у будівництві в Уфі ще однієї мечеті, оскільки дві головні мечеті регіону — Перша соборна та Ляля-Тюльпан у дні великих мусульманських свят уже не вміщали всіх бажаючих взяти участь у колективних. молитвах, і мусульманам доводиться здійснювати намаз надворі. Духовному управлінню мусульман було виділено земельну ділянку в центрі столиці, визначено генерального підрядника. Будівельна фірма, крім своїх безпосередніх обов'язків, здійснювала й збір пожертвувань на зведення мечеті. Перший камінь у основу нового ісламського храму було закладено восени 2007 року. Проект культової споруди створено проектним інститутом «Башкиргражданпроект» спільно з УДНТУ, забудовник — «Алтин-Курай».
За заявами генерального підрядника на будівництво об'єкта не витрачатимуться бюджетні кошти — всі роботи фінансуються за рахунок пожертв фізичних та юридичних осіб. Будівництвом мечеті займаються місцеві уфімські підприємства, які брали участь у будівництві інших ювілейних об'єктів — Конгрес-холу, Льодового палацу «Уфа-Арена» та іподрому «Акбузат».
У 2009 році будівництво було припинено через розкрадання коштів.
У липні 2012 року на засіданні з проблем будівництва мечеті було створено спеціальний фонд, який контролює будівництво споруди.
У квітні 2013 року після кількох років перерви відповідальність за завершення будівельних робіт узяв на себе благодійний фонд «Урал».
Для майбутньої мечеті була приготовлена реліквія — волосок із бороди пророка Мухаммеда, один із двох, що зберігаються у Центральному духовному управлінні мусульман Росії.
У липні 2014 року, на місяць Рамадан, над головним куполом було змонтовано півмісяць, у листопаді завершено його оздоблення.
У липні 2015 року велися внутрішні роботи та роботи з периферії. Змонтовано газову котельню, вентиляційне обладнання, ведеться оздоблення вентиляційних шахт, оштукатурено та підготовлено під чистове оздоблення стіни, здійснюється монтаж електророзведення.
У квітні 2016 року на Пленумі Духовного управління мусульман було вирішено назвати соборну мечеть на проспекті Салавата Юлаєва третім ім'ям Аллаха — Ар-Рахім (الرحيم). Це ім'я означає «Милосердний, Благодійний».
Відкриття релігійного комплексу неодноразово зрушувалося з фінансових причин та проблем з підрядниками. Однією з дат вказувався 2015 — до самітів ШОС-БРІКС, потім було намічено на 2017 — до століття заснування Духовного управління мусульман Республіки Башкортостан. Наступною датою позначили 2019 рік, коли відзначалося 100-річчя утворення Башкортостану. Однак у 2020 стало відомо про нову дату — 2024.
13 березня 2023 року через порив вітру впав купол одного з мінаретів.

## Опис
Мечеть виконана у класичному ісламському стилі із використанням місцевих мотивів в оформленні. Будівля спланована у вигляді величезного ханського шатра з позолоченим скляним куполом, що має текстуру бджолиних сот, мінарети за задумом символізують собою наконечники копій або стріл, у дизайні будуть використані елементи башкирського орнаменту. Загальна площа будівлі близько 12 500 квадратних метрів, площа всього комплексу — 14 000 м², опалювальна площа приміщень — 25 000 м². Діаметр купола становить 23 метри, його висота — 46, висота мінаретів майже 77 метрів. Чоловіча зала розрахована на 1200 осіб, жіноча — на 400. Під час великих свят передбачена можливість задіяти весь простір: вестибюль, оглядові майданчики. Таким чином, сумарна місткість може сягати 5 тисяч вірян.
Об'єкт планують оснастити системами кондиціювання та відеоспостереження, а на прилеглій території розіб'ють парк із фонтанами та місцями для відпочинку, передбачені також готель та підземна дворівнева автостоянка[20]. За планом прозорий позолочений купол повинен виглядати ширяючим між чотирма мінаретами великої висоти, увінчаних півмісяцями. Фасади будівлі будуть прикрашені орнаментом та каліграфічними написами арабською мовою. Окрім молитовного залу для здійснення намазів, у будівлі розмістяться приміщення для муфтіяту, навчальні класи, бібліотека на 44000 томів, музей ісламу, конференц-зал на 270 місць, халяльне кафе та інші приміщення. Мечеть матиме автономну систему опалення, для цього поблизу розмістять газову двоповерхову котельню. Над проспектом Салавата Юлаєва буде зведено вантовий міст, що веде до мечеті, протяжністю 450 метрів.
Купол фанерований листами нержавіючої сталі у формі бджолиних стільників з напилюванням нітриду титану. Шестикутники «медових сот» кріпляться один до одного завдяки спеціальним загинам і накладаються на склопластикову основу купола, стикові шви якої ізолюються шляхом проклеювання їх бітумно-полімерними смугами, що забезпечує повну гідроізоляцію. Крім іншого, купол має систему підігріву для самоочищення від снігу, що випав, і є вогнетривким — здатний витримати до 40 хвилин впливу полум'я. Виготовлений із матеріалів російського виробництва.
Після завершення основної фази будівництва головним інженером фірми-забудовника Владиславом Докучаєвим було оголошено, що висота кожного з мінаретів становить 76,7 метра, що стало рекордною величиною біля Росії. Усього мечеть оснастять дев'ятьма ліфтами, два з яких будуть розташовані у мінаретах, що дозволить доставити людей на висоту 57 метрів, де розмістяться оглядові майданчики. Також круговий оглядовий майданчик передбачений на висоті 23 метрів, що відкриває вигляд як на внутрішнє оздоблення, так і на місто. Передбачена проектом та світська туристична зона на висоті 17 метрів. Будівля спроектована таким чином, що потоки туристів і тих, хто моляться, не будуть перетинатися.

## Галерея

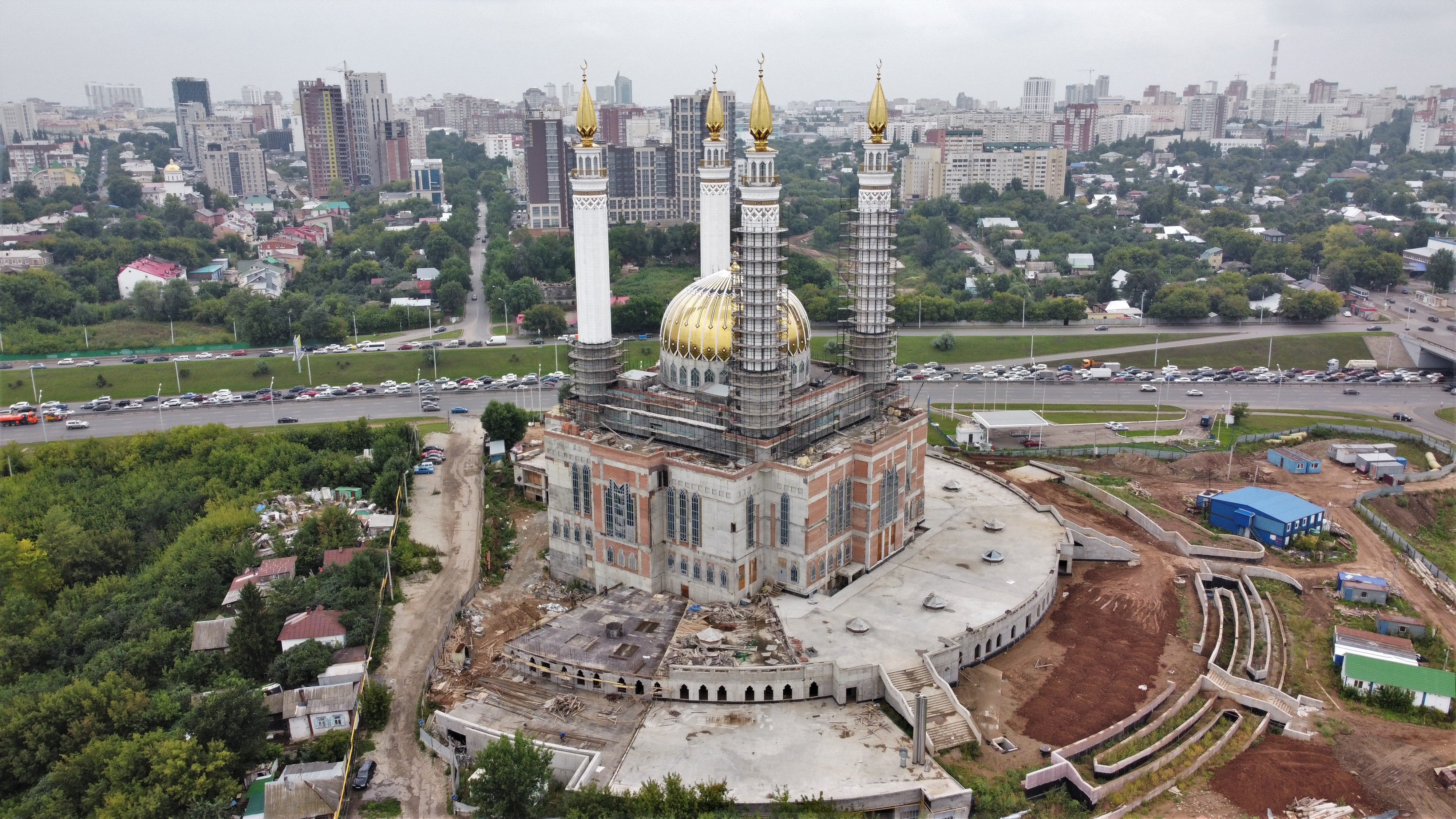
Будівництво станом на 2020 рік
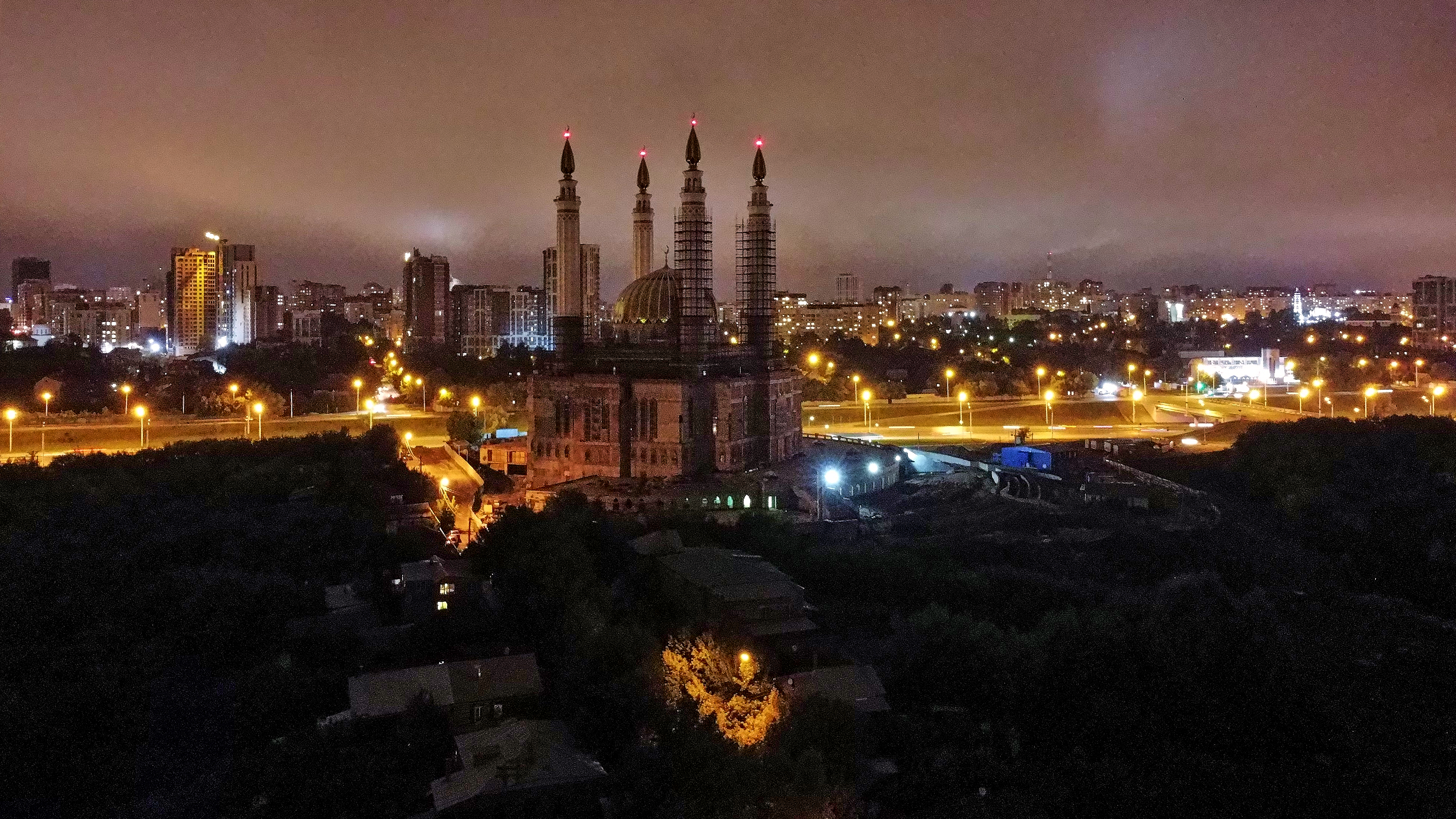
Мечеть Ар-Рахім вночі